# Immigration des communautés musulmanes au Québec
 (avril 2020).
L’immigration des communautés musulmanes au Québec s'est graduellement accrue au fil du XXe siècle. Les musulmans représentent en 2011 3,1% de la population québécoise. La communauté musulmane québécoise actuelle, dynamique et d'origines ethniques multiples, continue de s'agrandir chaque année[source insuffisante]. Certains pays dont la présence au Québec est particulièrement importante seront détaillés ci-dessous. 

## Histoire
Les musulmans sont présents au Canada depuis les débuts de la Confédération (1860), mais leur immigration s’est accrue particulièrement dans la seconde moitié du XXe siècle. La présence musulmane au Québec a été en effet d'abord limitée par les politiques d’immigration canadiennes qui ne permettaient que l’immigration de personnes chrétiennes jusqu’au milieu du XXe siècle. Par la suite, les politiques basées sur la nationalité ayant changé pour des politiques basées sur la langue et l’éducation, l’immigration musulmane s’est développée au Canada. Le Québec, province canadienne au statut législatif particulier, a pu développer de lui-même plusieurs lois relatives à l’immigration dès la fin du 20e siècle. Dès 1991, un accord particulier entre le Canada et le Québec permet effectivement à ce dernier de développer des politiques visant les populations immigrantes francophones, hautement scolarisées et les jeunes familles (les ressortissants du Maghreb francophone ont par conséquent été relativement favorisés).
Certains facteurs ont contribué à l'attractivité du pays pour les migrants : la liberté religieuse, le multiculturalisme et la stabilité politique ont pu favoriser le choix de cette terre d’accueil, notamment pour des musulmans, et favoriser leur attachement au Canada. Le Québec, depuis la fin du XXe siècle, est une province qui accueille différentes vagues d’immigration, principalement en raison de ses politiques et de sa langue, le français, qui le distinguent du reste du Canada. Selon un sondage auprès des musulmans canadiens menés en 2016 par The Environics Institute of Survey Research, le Québec est la province canadienne où les musulmans se sentent les plus marginalisés, mais où ils font montrent d'optimisme quant à l'avenir : «They are among the most positive about how future generations will be treated, and their level of pride in being Canadian has jumped dramatically over the past 10 years.»
Ainsi, en ce qui concerne l’immigration musulmane, la seconde moitié du XXe siècle marque l’arrivée et l’installation de différentes communautés musulmanes au Québec, mais plus particulièrement des musulmans d’origine indopakistanaise. Le début des années 2000 entraîne une nouvelle vague d’immigration, cette fois en provenance plus importante du Maghreb (région particulièrement mouvementée à l’époque). La période actuelle est marquée par la présence d’une multitude de communautés ethniques de ces différentes régions. L’immigration est, encore aujourd’hui, très importante et le Québec accueille chaque année plusieurs musulmans de différentes origines internationales. La présence plus ancienne de certaines communautés donne naissance à différentes générations d’immigrants musulmans dans plusieurs régions du Québec.

## Perspectives
Au niveau du Canada, les projections pour 2036 prévoient que ce seraient les personnes se rattachant à aucune religion qui seront les plus nombreux à cet horizon, avec entre 28 et 35 % de la population, contre 24% en 2011. Les populations se réclamant d'une religion non catholique devraient se chiffrer aux alentours de 15%, ce chiffre agglomérant par ordre d'importance relative des musulmans, hindous et sikhs. Les personnes se revendiquant catholiques resteraient environ deux fois plus nombreux.
Entre 2010 et 2015, les cinq pays d'origine des migrants arrivant au Canada ont été dans l’ordre : les Philippines (14,6 % de l’ensemble des immigrants), l’Inde (12,8 %), la Chine (11,3 %), l’Iran (4,3 %) et le Pakistan (3,8 %). 
En 2036, entre 28,7 % et 30,4 % des immigrants résidant au Québec seraient issus d’Afrique (à comparer au chiffre de 7,6 % et 8,4 % pour le Canada hors Québec) et entre 21,6 % et 22,4 % viendrait des Amériques (versus entre 12,6 % et 13,2 % pour le reste du Canada).

### Accueil et intégration des communautés musulmanes au Québec
Il faut noter toutefois l’importance de Montréal, lieu d’immigration privilégié dans le cas de plusieurs communautés. D’autres villes (Québec, Sherbrooke, Laval, Gatineau, notamment) ont également des communautés musulmanes bien établies. Selon les statistiques de l’agglomération de Montréal en 2011, environ 9 % des ménages privés sont musulmans.
D'autres statistiques montrent également que les immigrants musulmans présentent un profil très éduqué. Au moment de leur arrivée, ils sont pour la plupart en possession d’au moins un diplôme universitaire. Dans plusieurs cas, il s’agit de jeunes professionnels désirant de meilleures opportunités professionnelles ou un avenir stable pour leur famille : ils représentent aussi une population plus jeune que l’ensemble des Québécois et des Canadiens.
Les dynamiques d’intégration sont particulièrement complexes pour les femmes musulmanes, dont le port du voile dans certains cas mène à une discrimination et une marginalisation sociales. Pour plusieurs, ce signe religieux entre en contradiction directe avec les valeurs de la société d’accueil. C’est une question particulièrement discutée dans les dernières années sur la scène publique au Québec. Avec la grande diversité culturelle et religieuse entraînée par l’immigration, le concept d'accommodement raisonnable fait son entrée dans les paysages politiques et éthiques québécois, qui n’avaient pas l’habitude d'être confrontés à de telles questions. Ces éléments ont fait l’objet de plusieurs politiques particulières et projets de loi (Commission Bouchard-Taylor en 2007, Charte des valeurs en 2011, enjeu majeur lors des élections provinciales de 2018, Loi 21 en 2019, etc.). 

## Par région

### Moyen-Orient
La présence de l'immigration en provenance des pays du Moyen-Orient au Québec est importante : Libye, Irak, Jordanie, Arabie Saoudite, Palestine, Syrie, Liban et Égypte sont en effet bien établis. En 2008, 61,9% de la population québécoise originaire de ces pays est immigrante (ce qui sous-entend que 38,1% de cette communauté est donc résidente permanente). Dans ce pourcentage, 37,5% se dit rattachée à la religion musulmane. La présence de musulmans originaires de ces pays au Québec est non négligeable : les natifs musulmans du Québec originaires du Moyen-Orient sont les plus nombreux en 2008 (34,1%). L’Égypte et le Liban sont les communautés les plus présentes au Québec, bien que la communauté syrienne connaisse aussi une expansion fulgurante ces dernières années.

#### Égypte
L’immigration d’Égyptiens musulmans au Canada est particulièrement importante après la Seconde Guerre mondiale. En effet, plusieurs Égyptiens ont émigré vers le Canada dès 1946. On peut également remarquer une immigration accrue avec la révolution nasserienne vers la fin des années 60. Dans le cas du Québec, la communauté égyptienne grandit progressivement au tournant des années 2000. en 2006, les immigrants égyptiens représentent 2 % de la population immigrante totale de l’agglomération de Montréal , statistique qui demeure inchangée en 2018. Ainsi, c’est une des communautés ethnoculturelles les plus présentes dans cette région.

#### Liban
Les Libanais sont présents au Canada depuis la fin du 19e siècle, mais c’est réellement avec les événements entourant les enjeux pétroliers du golfe arabo-persique dans les années 60 que leur immigration s’accroît au Canada. Au Québec, plusieurs réfugiés arrivent dans les années 70, et bien qu’ensuite l’immigration se diversifie, c’est une communauté qui demeure de petite taille jusqu’à tout récemment. C’est en effet dans les dernières années que la communauté libanaise québécoise connaît une expansion importante : l’agglomération de Montréal dénombre 21 550 immigrants d’origine libanaise en 2006 , et les mêmes statistiques notent que la communauté représente 3,1% de la population immigrante totale en 2016. Bien qu’elle soit croissante sur l'ensemble du territoire québécois, c’est une communauté qui se concentre particulièrement dans le Grand Montréal.

#### Syrie
L’immigration syrienne au Québec avant 2010 était discrète, bien que l’on parle avant cela d’une immigration syro-libanaise (faisant référence aux Syro-Libanais, groupe ethnique et minorité visible d’Égypte). Toutefois, la communauté s’est taillée une place importante dans le paysage ethnoculturel québécois ces dernières années, particulièrement dans la région montréalaise. En effet, l’agglomération de Montréal dénombre dans son recensement de 2016 10 075 personnes d’origine syrienne, ce qui correspond à 1,6% de la population immigrante totale. Il faut noter que l’origine syrienne, dix ans auparavant, n’était pas assez considérable pour occuper un tel pourcentage, et était plutôt intégrée dans la catégorie « autres pays » d’origine. Cette croissance considérable de l’immigration syrienne au Québec s’explique fort probablement par les tensions d’ordre politique qui y règnent depuis 2011, sous le régime de Bachar el-Assad. Plusieurs immigrants syriens sont en réalité des réfugiés. En 2018, le Gouvernement du Québec note qu’entre 2007 et 2016, 82,3% des Syriens admis au Québec y demeurent encore, ce qui témoigne bien de l’importance de cette communauté au Québec.

### Afrique du Nord (Maghreb)
L’immigration de membres de la communauté maghrébine s’est accélérée au tournant des années 2000. Selon le recensement québécois de 2011, la majorité des membres issus de cette région (80,1%) est musulmane. La majorité (69,9%) d’entre eux est née à l’étranger (et donc de la première génération), mais un bon nombre d’entre eux (28,7%) est né ici (deuxième génération). De plus, le Québec a particulièrement encouragé l’immigration francophone maghrébine de jeunes diplômés avec ses politiques internationales : « […] les populations maghrébines francophones sont particulièrement visées par les politiques d’immigration québécoises volontaristes à l’égard des jeunes adultes en charge de famille, dotés d’un niveau de diplôme supérieur et d’un bon potentiel économique. ». Cela ne veut pas dire que leur accueil et leur intégration se déroulent sans encombre pour autant. Comme préalablement mentionné, l’intégration au Québec est en effet complexe.  

#### Algérie
Les Algériens forment actuellement la plus importante communauté musulmane du Québec. Avec le Maroc, l’Algérie est en effet le pays dit « arabe » dont le taux d’immigration et de pratique religieuse au Québec sont les plus élevés. Dès 2006, on remarque qu’à Montréal ils forment l’une des communautés ethniques les plus présentes, et c’est une statistique qui se confirme jusqu’en 2018. En effet, toutes catégories d’immigration confondues, 37 285 Algériens arrivés entre 2007 et 2016 seraient installés au Québec en 2018. Ainsi, 6,2% de la population immigrante totale de l’agglomération de Montréal en 2018 est née en Algérie, ce qui représente plus précisément 40 135 Algériens. Parmi ce nombre, les raisons d’immigration sont, dans l’ordre : économiques, familiales et, finalement, politiques (réfugiés, exils et situations de précarité semblables). La langue française, couramment parlée en Algérie, est un facteur majeur expliquant la présence importante des Algériens  au Québec. Principalement concentrée à Montréal, la population algérienne regroupe plusieurs jeunes familles et professionnels. Toutefois, malgré la connaissance du français, l’intégration est très difficile pour cette communauté, notamment les femmes algériennes (et, plus largement, maghrébines), qui disent vivre beaucoup de discrimination à l’emploi au Québec.

#### Maroc
Historiquement, l’Europe constitue le choix de prédilection pour les Marocains désirant quitter leur pays. Avec les chocs pétroliers (1973-1974), la fermeture des frontières et la crise économique importante qui s’ensuit au Maroc, on remarque une importante vague d’immigration vers l’Amérique du Nord. Toutefois, au Québec, c’est particulièrement au tournant des années 2000 que l’on remarque la présence marocaine, notamment en raison des changements des politiques d'immigration québécoises précédemment abordées. C’est, depuis, une communauté qui est en croissance constante. Dès 2006, on remarque une présence accrue de la communauté ethnique marocaine dans le Grand Montréal : 4,5% de la population immigrante totale serait née au Maroc selon le recensement de 2006, pourcentage qui a depuis augmenté à 5,8% en 2016. Après Haïti, l’Algérie, l’Italie et la France, le Maroc est le pays d’origine le plus important de l’agglomération montréalaise. De plus, le Gouvernement du Québec note en 2018 que 81,4% des Marocains admis au Québec entre 2007 et 2016 y demeurent encore.

#### Tunisie
La communauté tunisienne connaît une croissance considérable actuellement au Québec, particulièrement dans la région du Grand Montréal où, comme cela a été abordé précédemment, une communauté maghrébine dynamique s’est développée avec le temps. Ainsi, en 2016, 2,7% de la population immigrante du Grand Montréal se dit d’origine ethnique tunisienne. Toutefois, contrairement à l’Algérie et le Maroc, la présence d’un noyau tunisien au Québec demeure relativement récente.

### Sous-continent indien

#### Inde
Les sources sur les musulmans indiens au Québec ne sont pas nombreuses. Les statistiques disponibles permettent de constater une présence graduelle des Indiens au Québec à la fin du 20e siècle. En effet, une vague d’immigration indopakistanaise s'installe au Canada à la suite de la création du Pakistan. La communauté indienne est particulièrement importante à Montréal : ils représentent 2,6% de la population immigrante totale du grand Montréal en 2006 , et 2,1% en 2016. Sur le plan religieux, la population indienne montréalaise est diversifiée, mais peu de ressources nous permettent d’évaluer, dans ces nombres, qui s'identifie comme musulman, hindou, sikh, bouddhiste, etc.

#### Pakistan
Comme dans le cas de l’Inde, l’immigration pakistanaise au Canada débute dans un contexte post-colonial et politique complexe. Dans les années 60, plusieurs Pakistanais quittent en effet le pays pour venir s’établir au Canada, principalement pour des raisons économiques et politiques. Le fait que l’anglais soit bien connu des Pakistanais facilite leur intégration dans différentes provinces canadiennes (particulièrement l’Ontario). Toutefois, leur méconnaissance du français constitue un frein pour ceux qui veulent s’installer au Québec. Ainsi, la présence de la communauté pakistanaise au Québec est moins importante qu’ailleurs au Canada, mais demeure considérable à Montréal, où l’anglais est couramment utilisé. Les Pakistanais représentent 1% du total de la population immigrante du Grand Montréal en 2016.

#### Bangladesh
Comme dans le cas du Pakistan et de l’Inde, le Bangladesh est un pays dont l’immigration au Canada prend de l'ampleur vers la fin du 20e siècle. Le facteur linguistique (l’anglais étant connu des Bengalis et la première langue parlée au Canada) est majeur dans le choix du Canada par ce groupe. Au Québec, la communauté se construit principalement autour de Montréal et prend de l’importance au tournant des années 2000. En 2006, les Bengalis représentent 1,2% de la population immigrante totale montréalaise, statistique qui connaît une certaine stabilité dans le temps (1,1% en 2016).

### Asie occidentale
Les pays d’Asie occidentale tels l’Afghanistan, la Turquie, Israël, et plus particulièrement l’Iran, ont une présence grandissante au Québec depuis la fin du 20e siècle et le début 19e siècle. En 2008, 15,5% des musulmans québécois se dit d’origine ethnique de l’un de ces pays, ce qui est non négligeable. Mais, encore une fois, il est extrêmement complexe de déterminer les pourcentages exacts d’immigrants musulmans originaires de chacun de ces pays au Québec. Ces communautés, parfois développées récemment au Québec, ne font pas l’objet de beaucoup d’articles et de statistiques officielles. Il est toutefois important de mentionner la présence au Québec de musulmans originaires de cette région.

#### Iran
L’immigration iranienne au Québec, comparativement à celles d’autres communautés préalablement abordées, est relativement récente. La première vague d’immigration iranienne au Canada débute dans les années 70, fortement influencée par la révolution iranienne (1978), puis se poursuit tout au long des années 80-90, en raison de la guerre entre l’Iran et l’Irak. Ainsi, pour des raisons politiques et économiques, plusieurs iraniens émigrent vers le Canada et le Québec jusqu’au début des années 2000. Avec le changement des politiques d’immigration québécoise et canadienne évoqué précédemment, les opportunités professionnelles constituent également un attrait pour cette communauté. En 2001, selon les statistiques canadiennes, 11% de la communauté iranienne canadienne se trouve au Québec. Cette communauté ethnique, jeune et diplômée, parle davantage l’anglais que le français dans leur société d’accueil, ce qui a un impact sur leur choix de lieu de résidence et leur intégration au sens large. La vie communautaire iranienne au Québec, notamment à Montréal, est très riche. À travers des initiatives comme le Cafélitt et la Galerie Mekic, la culture iranienne est dynamique.

### Asie du Sud-Est
17,5% des natifs musulmans du Québec se rattache à une origine ethnique sud-asiatique en 2008. Plusieurs communautés ethnoculturelles issues de ce continent contribuent à diversifier le paysage musulman québécois : Thaïlande, Malaisie, Indonésie et Birmanie principalement. Il est toutefois extrêmement complexe, encore une fois, de déterminer les chiffres exacts de l’immigration musulmane pour chacun de ces pays. Parmi l’ensemble des immigrants sud-asiatiques, 31% s'identifierait comme étant musulman (comparativement à 38,2% d'hindous, 12,8% de sikhs et 9,4% de catholiques). Ces communautés s’établissent surtout dans la région montréalaise (quartiers Parc-extension et Côte-des-Neiges), mais également en Montérégie.

### Afrique de l’Ouest
Parmi les immigrants venant d'Afrique,  41,8 % sont catholiques, 27,8 % sont protestants et 13,6 % musulmans. Une partie de ces musulmans provient de la Guinée, du Mali, du Sénégal ou de la Côte d’Ivoire par exemple. Toutefois, il est difficile (voire quasi impossible) de distinguer dans chaque cas les musulmans des non-musulmans. Les sources sur ce sujet sont en effet inexistantes. Toutefois, il est possible de noter que la grande majorité des immigrants natifs des pays ci-dessus est francophone et s’établit dans la région du grand Montréal.